# 大方等大集经
《大方等大集經》，又稱《大集經》（梵語：Mahāsaṃnipāta Sūtra），大乘佛教佛經，為五大部經之一（其他包括《大般若經》、《大寶積經》、《華嚴經》、《大般涅槃經》）。
該經有六十卷。止觀輔行五曰：「彼經廣集十方諸佛、諸大菩薩於欲色二界大空亭中，故云大集。」或又以隨處集大眾名為大集，如《大集經賢護分》。此經廣論大乘，以中觀、實相為宗旨，重點講述各種大乘修行法門。

## 版本
《大方等大集經》共六十卷，十七品，招提寺沙門僧就於開皇六年所合。據闍那崛多（Jñānagupta）三藏所說，在于闐東南二千餘里，有遮拘迦國，其王宮藏有《摩訶般若》、《大集》、《華嚴》三部大經，各有十萬偈。據說依此十萬偈梵本大集經，全翻可達三百卷。
《大集經》最初是由天竺沙門曇無讖（Dharmarakṣa）在晉安帝世時至西凉州，為河西王沮渠蒙遜譯出，名為《方等大集經》，共計二十九卷，十二品：第一瓔珞品、第二陀羅尼自在王、第三寶女、第四不眴、第五海慧、第六無言、第七不可說、第八虛空藏、第九寶幢、第十虛空目、第十一寶髻、第十二無盡意。據僧祐所見，尚有二十四卷的異本無第八及十二品，以及另一種沒有第六品的版本。
後來高齊之世，那連提耶舍（Narendrayaśas）出《月藏經》一十二卷。開皇年間又出《日藏經》一十五卷。於是僧就將大集舊品和新出大集經，合為六十卷。又有大興善寺沙門洪慶，把僧就所合名題，加以更正、整頓，成為目前漢譯《大集經》所見到的版本。
不在僧就所合《大方等大集經》中，但屬於大集經系列的尚有：達磨笈多譯《大方等大集經菩薩念佛三昧分》（念佛三昧經）、《善住意天子所問經》，闍那崛多譯《大方等大集經賢護分》（般舟三昧經）、《大集譬喻王經》、《虛空孕菩薩經》，玄奘譯《大乘大集地藏十輪經》，不空譯《百千頌大集經地藏菩薩請問法身讚》等。
西藏甘珠爾的大集經都是單行譯本，未有整部的《大集》部經。其中只有三本的經題帶有「大集」（藏語：འདུས་པ་ཆེན་པོ，轉寫：'dus pa chen po），分別是：寶幢陀羅尼經（Toh 138，寶幢分）、如來吉祥三昧耶經（Toh 230，須彌藏分）、十輪地藏經（Toh 239），其餘屬於大集經譯本的還有：現佛前立三昧經（Toh 133）、如來所說大悲經（Toh 147，瓔珞和陀羅尼自在王菩薩品）、虛空藏所問經（Toh 148，虛空藏菩薩品）、海意菩薩所問經（Toh 152，海慧菩薩品）、大乘優波提舍經（Toh 169，寶女品）、無盡意所問經（Toh 175，無盡意菩薩品）、日藏經（Toh 257，日藏分）、虛空藏經（Toh 260）。寶髻所問經（Toh 91，寶髻菩薩品）、善住意天子所問經（Toh 80）是大集經，亦是寶積部經。

## 目次

### 大藏經編次
| 序號 | 經名               | 譯者                   | 別譯本                                       |
| ---- | ------------------ | ---------------------- | -------------------------------------------- |
| 1    | 瓔珞品             | 北涼．曇無讖譯         | 晉．竺法護譯，《大哀經》                     |
| 2    | 陀羅尼自在王菩薩品 | 北涼．曇無讖譯         | 晉．竺法護譯，《大哀經》                     |
| 3    | 寶女品             | 北涼．曇無讖譯         | 晉．竺法護譯，《寶女所問經》                 |
| 4    | 不眴菩薩品         | 北涼．曇無讖譯         |                                              |
| 5    | 海慧菩薩品         | 北涼．曇無讖譯         | 宋．惟淨共法護譯，《海意菩薩所問淨印法門經》 |
| 6    | 無言菩薩品         | 北涼．曇無讖譯         | 晉．竺法護譯，《無言童子經》                 |
| 7    | 不可說菩薩品       | 北涼．曇無讖譯         |                                              |
| 8    | 虛空藏菩薩品       | 北涼．曇無讖譯         | 唐．不空譯，《大集大虛空藏菩薩所問經》       |
| 9    | 寶幢分             | 北涼．曇無讖譯         | 唐．波羅頗密多羅（智光）譯，《寶星陀羅尼經》 |
| 10   | 虛空目分           | 北涼．曇無讖譯         |                                              |
| 11   | 寶髻菩薩品         | 北涼．曇無讖譯         | 晉．竺法護譯，《大寶積經．寶髻菩薩會》       |
| 12   | 無盡意菩薩品       | 劉宋．智嚴、釋寶雲共譯 | 晉．竺法護譯，《阿差末菩薩經》               |
| 13   | 日密分             | 北涼．曇無讖譯         | ＜日藏分＞之略譯本                           |
| 14   | 日藏分             | 隋．那連提耶舍譯       |                                              |
| 15   | 月藏分             | 隋．那連提耶舍譯       |                                              |
| 16   | 須彌藏分           | 隋．那連提耶舍譯       |                                              |
| 17   | 十方菩薩品         | 東漢．安世高譯         |                                              |

### 開元釋教錄編次
按《開元釋教錄》所訂《大方等大集經》編次：
1. 陀羅尼自在王菩薩品 (《開元錄》：亦有經本分為瓔珞品者，不然。此是一段不合分二，後大哀經即是此品)
2. 寶女品
3. 不眴菩薩品
4. 海慧菩薩品
5. 虛空藏菩薩品
6. 無言菩薩品
7. 不可說菩薩品
8. 寶幢分
9. 虛空目分
10. 寶髻菩薩品
11. 日藏經 (《開元錄》：然僧祐記中無日密分，有無盡意品者，不然。今以無盡意經雖是大集別分，非無讖譯。又非次第，不合入中。……今從陀羅尼自在王品至日密分總十一分。其日藏經與日密分同本異譯，亦是第十一分)
12. 月藏經
13. 地藏十輪經
14. 未譯出 (《開元錄》：此十輪後第十四分本在西方，未流於此)
15. 須彌藏經
16. 虛空藏經[10](《開元錄》：初云授功德天記別法已，次說此經。然須彌藏經因功德天問如來方說，故知此經合居其次。……其念佛三昧、賢護、譬喻王、無盡意經等，雖是大集別分。既不知次第，難可編記。然隋朝僧就合大集經，乃將明度五十校計經題為十方菩薩品，編月藏後。及無盡意經成五十八卷者，非也。既無憑准，故不依彼。……若欲合者，前大集中除日密分有二十七卷。以日藏分替處續次，次月藏，次地藏十輪，次須彌藏，次虛空孕。後之四經雖不知說次，以意合之亦將無失。虛空孕後次念佛三昧，次賢護，次譬喻王，末無盡意，總成八十卷，亦將契矣)
17. 大方等大集經菩薩念佛三昧分
18. 大方等大集經賢護分
19. 大集譬喻王經
20. 無盡意菩薩經(《開元錄》：其無盡意經初首題云：大集經中無盡意菩薩說不可盡義品第三十二品即分也，是第三十二分。……又有善住意天子所問經，詳其文義，合是大集別分，今已編入大寶積中不可雙載，故此闕也)